# ケン・オブライエン (アニメーター)
ケン・オブライエン（Ken O'Brien、1915年12月19日 - 1990年1月17日）は、ウォルト・ディズニー・カンパニー所属のアニメーター。アメリカ合衆国モンタナ州出身。

## 経歴
1937年にディズニー・スタジオのアニメーターとして入社し、フレッド・ムーアに師事した。1946年に師事していたフレッド・ム―アとともにディズニー・スタジオを去り、ユニバーサル・スタジオに移った。そこで2,3本ほどのウッディー・ウッドペッカー作品の制作に携わった。1948年にディズニー・スタジオに復帰した。1962年にWEDエンタープライスに異動しアトラクション製作に携わる。1982年に退社。

## 製作に携わった作品
| アメリカ公開年 日本公開年 | 日本語題 原題                                       | 担当 | 備考 |
| ------------------------- | --------------------------------------------------- | ---- | ---- |
| 1937年 1950年             | 白雪姫 Snow White and the Seven Dwarfs              | 原画 |      |
| 1940年 1952年             | ピノキオ Pinocchio                                  | 原画 |      |
| 1942年 1951年             | バンビ Bambi                                        | 原画 |      |
| 1946年                    | メイク・マイン・ミュージック Make Mine Music        | 原画 |      |
| 1946年 1951年             | 南部の唄 Song of the South                          | 原画 |      |
| 1947年 1954年             | ファン・アンド・ファンシーフリー Fun And Fancy Free | 原画 |      |
| 1948年                    | メロディ・タイム Melody Time                        | 原画 |      |
| 1950年 1952年             | シンデレラ Cinderella                               | 原画 |      |
| 1953年 1955年             | ピーター・パン Peter Pan                            | 原画 |      |
| 1955年 1956年             | わんわん物語 Lady and the Tramp                     | 原画 |      |
| 1959年 1960年             | 眠れる森の美女 Sleeping Beauty                      | 原画 |      |

## アトラクション制作
- カントリーベア・ジャンボリー
- カリブの海賊
- ホール・オブ・プレジデンツ
- ワールド・オブ・モーション